# Tom Strala

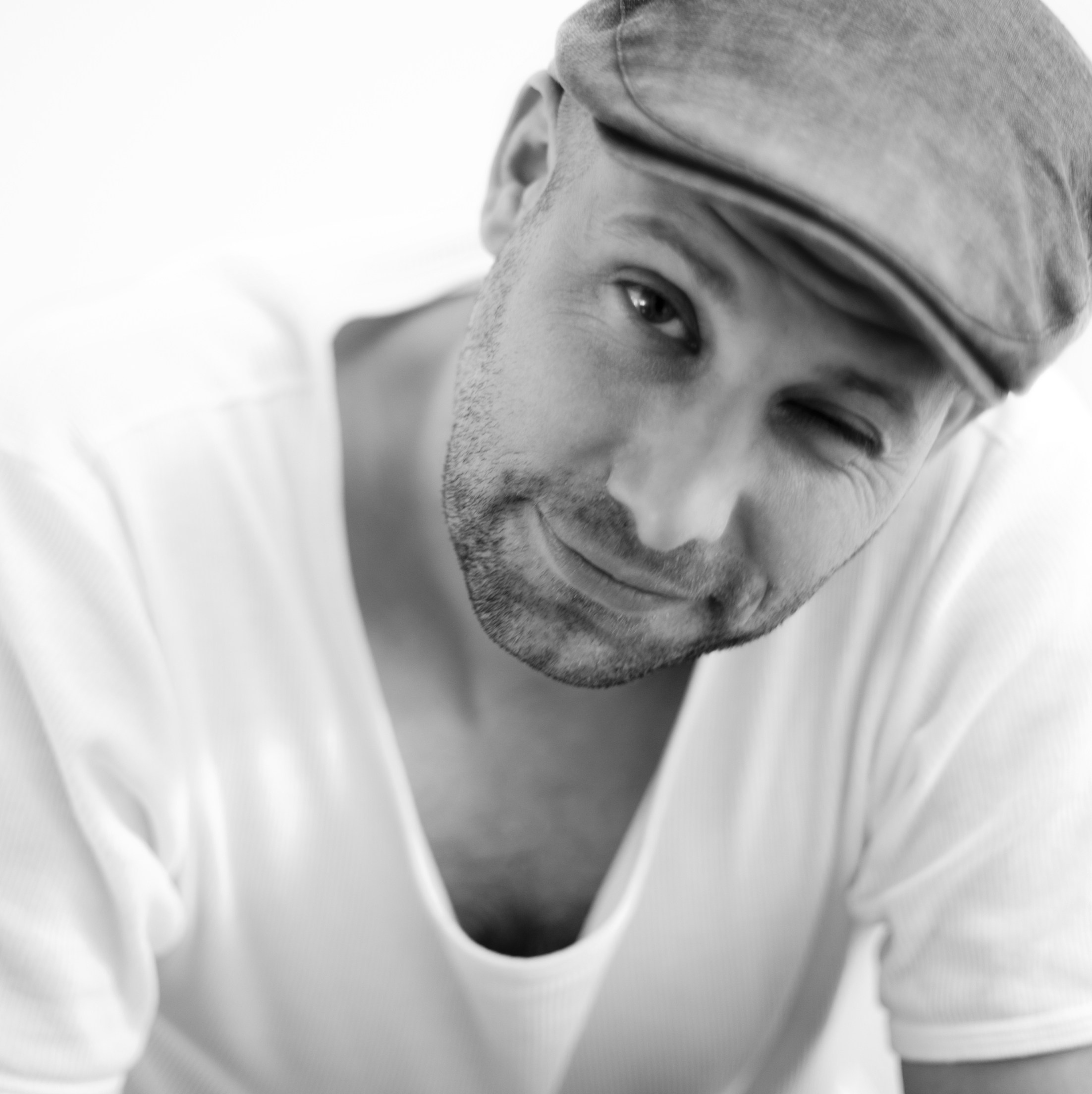
Tom Strala (2011)

Tom Strala (* 1. April 1974 in Schaffhausen als Thomas Michael Schmid) ist ein Schweizer Architekt, Künstler und Designer.

## Leben
Strala erhielt 2001 seinen Master of Architecture an der Eidgenössischen Technischen Hochschule (ETHZ) in Zürich.

## Werke

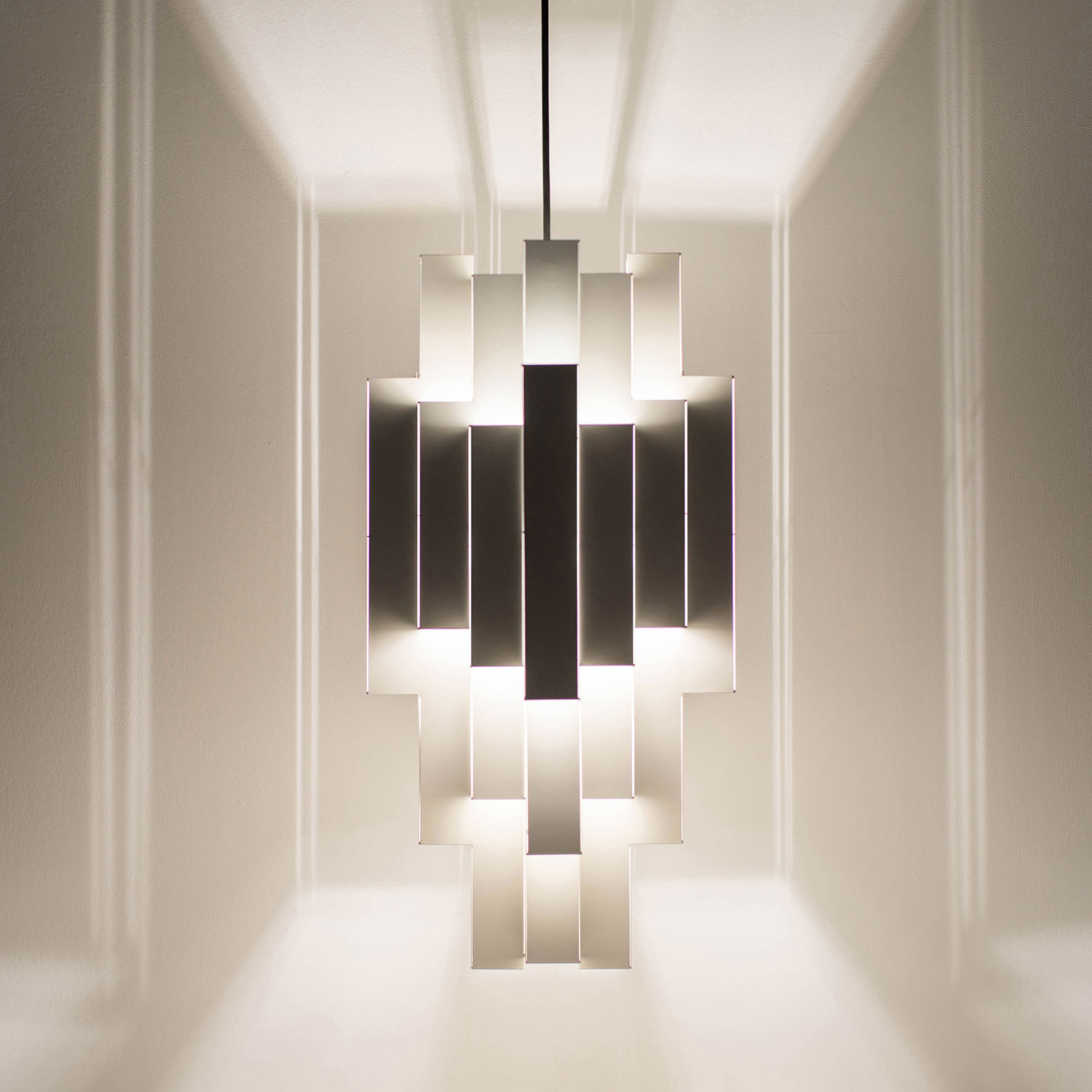
Deckenleuchte TMS 360K

- TMS 360G (2001–2004), Deckenleuchte aus Chromstahl, weiß beschichtet[4]
- TMS 180 (2001–2004), Wandleuchte aus Chromstahl, weiß beschichtet[5]
- TMS 360K (2001–2004), Deckenleuchte aus Chromstahl, weiß beschichtet[6][7]
- TMS 90 (2001–2004), Eckleuchte aus Chromstahl, weiß beschichtet[8]
- TMS 360S (2001–2004), Stehleuchte aus Chromstahl, weiß beschichtet, gebräunter Stahl[6][9][10]
- Kalahock (2005), Hocker, Ottoman, Aluminium, schwarz beschichtet, Leder[6]
- INCH (2005), Stehleuchte aus Stahl, schwarz beschichtet[11]
- Kalahari (2005), Stahlstuhl, schwarz beschichtet, Gasfeder, Leder[6]
- Kalahario (2005), Aluminiumstuhl, schwarz beschichtet, Leder[12]
- Tisch Strala (2006), Tisch aus geölter, brauner Eiche[13]
- Nelumbo (2007), Plexiglas-Wandleuchte, satiniert[5]
- Bartok (2007), Tisch aus Beton, Armierungseisen[12][14][15]
- Pompidu 1 (2008), Aluminium-Wandleuchte, schwarz beschichtet[5]
- Pompidu 2 (2008), Aluminium-Stehleuchte, schwarz beschichtet[16]
- Comic 1 & 2 (2009), Stehleuchte aus Beton, Epoxidharz[12][5]
- Calmares 1 & 2 (2010), Aluminium-Deckenleuchte, weiß beschichtet[17][12]
- Ponte (2012), Eichenholztisch, weißes Glas[18]
- Schweini die Origamisau (2012), Kupferobjekt[19]
- Seefelder (2011–2013), Stuhl aus Natur-Rattan, Chromstahl[20][21]
- Schaukelstuhl Seefelder (2011–2013), Natur-Rattan, Chromstahl[20]
- Lazy Seefelder (2013), Chaise longue, Natur-Rattan, Chromstahl[22]
- Animal Farm Nr. 1 (2011–2014), Messing-Wandleuchte[5]
- Animal Farm Nr. 2 (2011–2015), Stehleuchte aus Messing und Beton[23][24]
- Chaos (2016), Stahl-Stehleuchte, pulverbeschichtet[25]

## Ausstellungen
- 2002 Gruppenausstellung, Architekturfoyer ETH, Zürich, Schweiz[26]
- 2002 Gruppenausstellung, Landschaftsarchitekturausstellung, Hamburg, Deutschland[26]
- 2011 Design-Ausstellung, ICFF, New York City[27]
- Seit 2013 Designausstellung, The New Black, San Francisco - Design Gallery[28]
- 2014 Design- und Kunstausstellung, FOG, San Francisco, USA[29][30]
- 2014 Einzelausstellung, Instituto Svizzero di Milano, Italien[31]
- 2014 Kuratierte Ausstellung Dizajn-Park, Belgrad Serbien[32]
- 2014 Messe Art Basel / Design Miami, USA[33]
- 2015 Ausstellung Design & Kunst, FOG, San Francisco, USA[34]
- 2015 BRAND NEW WORLD, Salone del Mobile Milano, Italien[35]
- 2015 London Design Festival, 19. Greekstreet, London, UK[36]

## Auszeichnungen
- 2005: 2. Platz der Europäischen Leuchte des Jahres für seine tms 360-Serie, einem Lichtschirm mit Wabenstruktur[37]